# Somsois
Somsois je francouzská obec v departementu Marne v regionu Grand Est. Žije zde 192 obyvatel.

## Geografie

### Sousední obce
| Růžice kompasu | Le Meix-Tiercelin  | Les Rivières-Henruel | Saint-Chéron | Růžice kompasu |
| Růžice kompasu | Saint-Ouen-Domprot | Sever                | Gigny-Bussy  | Růžice kompasu |
| Růžice kompasu | Saint-Ouen-Domprot | Somsois              | Gigny-Bussy  | Růžice kompasu |
| Růžice kompasu | Saint-Ouen-Domprot | Jih                  | Gigny-Bussy  | Růžice kompasu |
| Růžice kompasu | Chapelaine         | Margerie-Hancourt    | Lignon       | Růžice kompasu |